# Anton von Elsnitz
Anton Franz Freiherr von Elsnitz (* 28. September 1746 in Wien; † 31. Dezember 1825 in Enzersdorf) war ein österreichischer Feldmarschallleutnant.

## Leben
Anton von Elsnitz trat am 1. Juni 1763 in das kaiserliche Infanterie-Regiment Nr. 59 ein und wurde im selben Jahr Secondeleutnant. 1766 wechselte er zum Kürassier-Regiment, in dem er 1775 zum Hauptmann, am 21. Juli 1778 zum Rittmeister und im November 1786 zum Major aufstieg. Am 20. März 1790 wurde er zum Oberstleutnant und am 7. Dezember 1792 zum Oberst im Dragoner-Regiment „Baron Karaczay“ befördert.
Im Bayerischen Erbfolgekrieg (1778/79) und im Krieg gegen die Türken (1787–1790) diente er beim Chevauxleger Regiment Nr. 18. Im Herbst 1789 nahm er bei der österreichischen Hauptarmee unter Laudon an der Belagerung von Belgrad teil. 1793 wechselte er mit seinem Kavallerie-Regiment in die Österreichischen Niederlande zur Hauptarmee unter Prinz Friedrich Josias von Sachsen-Coburg-Saalfeld. Am 23. Juli 1793 bewährte er sich bei einem Überfall auf ein feindliches Truppenlager, das zwischen Cambrai und Oisy aufgeschlagen hatte. Seine Truppen kämpften am 18. März 1793 in der Schlacht von Neerwinden und nahmen von 24. August bis 8. September an der Belagerung von Dünkirchen teil. Im Kriegsjahr 1794 nahm er an der Belagerung der Landrecies (April), Tourcoing (Mai), Tournai (22. Mai) und am 26. Juni an der entscheidenden Schlacht von Fleurus teil. Im folgenden Jahr kämpfte sein Regiment am Oberrhein. Seine Reiterei verfolgte zwischen 23. Oktober und 13. November 1795 die geschlagenen Franzosen nach ihrer Niederlage vor Mainz nach Tellheim. Am 4. März 1796 wurde er zum Generalmajor befördert und diente im Korps unter General Wartensleben bei der Hauptarmee unter Erzherzog Karl am Niederrhein. Er nahm Anfang September 1796 an der Schlacht von Würzburg als Kommandeur einer gemischten Brigade am rechtsseitigen Main-Ufer teil, die im Norden des Schlachtfeldes die französischen Bewegungen aus den Raum Schweinfurt beobachtete. Nach dem Sieg von Würzburg, verfolgte seine Reiterei unter Kray die Franzosen und zeichnete sich am 16./17. September beim Gefecht von Gießen aus.
1799 diente er in Norditalien, die Brigaden von Elsnitz und Gottesheim waren seit Mitte März mit der Verteidigung von Pastrengo beschäftigt, wo er am 26. März gegen die Franzosen eine Niederlage erlitt. Dann waren seine Truppen am 26. und 30. März bei Verona und am 18. Mai und am 7. August im Raum Mantua eingesetzt. Am 2. Oktober 1799 wurde Elsnitz zum Feldmarschallleutnant befördert und diente in der Division des FML Kaim unter Feldzeugmeister Kray. Anfang November 1799 überbrückte er die Stura bei Castelletto und konnte den Gegner aus Ronchi vertreiben und bis zur Festung Coni vordringen, was den Sieg der Hauptarmee unter Melas bei Genola erleichterte.
Anfang 1800 befehligte er eine eigene Division an der Riviera di Genova und im Val de Vado. Am 12. April siegte er über französische Truppen unter Suchet bei San Giacomo und am 7. Mai über Einheiten unter General Cravelle am Fuß des Monte Caro, wo über 1000 Mann gefangen wurden.
Ende Mai 1800 operierte er am Var-Abschnitt, er führte dabei eine Kavallerie-Division, die während der Schlacht von Marengo (14. Juni) unter FML Hadik zum Einsatz gelangte. Im September 1800 in Reserve versetzt, wurde er am 15. September 1802 zum Inspektor des Remontierungswesens berufen. Aus dieser Position, die er bis Ende 1809 bekleidete, trat er nach 47-jähriger Dienstzeit in den Ruhestand und starb mit 79 Jahren 1825 auf seinem Alterssitz bei Enzersdorf in Niederösterreich.